# Marian Suski
Marian Franciszek Suski, född 2 november 1905 i Kielce, död 25 december 1993 i Wrocław, var en polsk fäktare.
Suski blev olympisk bronsmedaljör i sabel vid sommarspelen 1932 i Los Angeles.